# 栃木県立小山西高等学校
栃木県立小山西高等学校（とちぎけんりつおやまにしこうとうがっこう）は、栃木県小山市大字松沼に所在する公立の高等学校。通称は「小西(おにし)」。

## 設置学科
- 普通科

## 募集定員
・２００名（５クラス）

## アクセス
- JR両毛線思川駅徒歩15分

## 教育目標
- あらゆる教育活動を通して、学力・体力の向上、徳性の涵養に努め、逞しく生き、共生の心を持って、社会に貢献できる人材を育成する

1. 真理を求め、正義を愛し、正しく判断する知性を養う
2. 勉学と体力の強化に努め、心身の健康維持・向上に努める
3. 徳性を高め、豊かな感性・情操を養い、心豊かな生徒を育成する
4. 一人一人を大切にし、さまざまな人々と共に生きる心を養う
5. 情報化社会に対応できる知識・技能と見識を養う
6. 国際化社会に対応できる知的教養と識見を高める

## 沿革
- 1987年（昭和61年）：開校
- 1995年（平成7年）：創立10周年記念式典
- 2002年（平成14年）：第84回全国高等学校野球選手権大会出場
- 2005年（平成17年）：創立20周年記念式典

## 著名な出身者
- 車谷浩司 - ミュージシャン(AIR)